# Герб Карасйок
Герб Карасйок (норв. Kvitsøy) — опознавательно-правовой знак коммуны Карасйок, губернии Финнмарк в Норвегии, составленный и употребляемый в соответствии с геральдическими (гербоведческими) правилами, и являющийся официальным символом муниципального образования и символизирующий его достоинство и административное значение.
Официально утверждён 27 июня 1986 года.

## Описание
Представляет собой 3 жёлтых изображения огня (пламени костров) на красном поле, что подчёркивает важность огня для кочевого народа саамы, коренного населения этих мест.
Огонь, приносящий тепло — необходимое условие для выживания в период суровых арктических зим, а также символ опасности на стоянках в сосновых лесах.
Герб включает именно 3 изображения огня, так как Карасйок — муниципалитет, где живут три основных народа: норвежцы, саамы и квены.